# 3462 Zhouguangzhao
3462 Zhouguangzhao је астероид главног астероидног појаса са средњом удаљеношћу од Сунца која износи 2,454 астрономских јединица (АЈ).
Апсолутна магнитуда астероида је 13,3.